# JIS漢字コード
JIS漢字コード（ジスかんじコード）は、日本産業規格（JIS）に収録されている、漢字などの文字コードである。「漢字コード」という名称ではあるが、漢字に限定した文脈でなければ、非漢字、すなわち漢字以外のマルチバイト文字（いわゆる全角文字）をも含むことが多い。
通常はベンダー（発売元）制定の漢字コードや中国・台湾で制定された漢字コードに対してJISとして制定された漢字コードを指すときに用いられる。文脈によっては広義のJIS漢字コードには含まれるが、JIS X 0208:1997において初めて正式に規格に取り入れられた「Shift_JISコード」に対する「JISコード」を指すこともある。

## 規格
日本産業規格において定められた漢字コードとしては、
- JIS X 0208 - 非漢字、第1・第2水準漢字
- JIS X 0212 - 非漢字 (0208と重ならず)、補助漢字（0208と重ならず）
- JIS X 0213 - 非漢字（0208を包含）、第1・第2水準漢字（0208と同じ）、第3・第4水準漢字
- JIS X 0221 - 国際符号化文字集合（Unicode、0208・0212・0213の文字を全て含む）

がある。ただしこのうちJIS X 0221は、国際規格であるISO/IEC 10646 (Unicode) の翻訳にすぎないため、JIS漢字からは除外される。
それ以外は、制定（または改正）された年によって次のような通称で呼ばれることもある。
- 78JISまたはJIS78：1978年に制定されたJIS C 6226:1978
- 83JISまたはJIS83：1983年に制定されたJIS C 6226:1983（1987年3月1日にJISに分類記号「X」の情報部門が新設されたため、それ以後はJIS X 0208:1983）
- 90JISまたはJIS90：1990年に制定されたJIS X 0208:1990（同時に制定された補助漢字の規格であるJIS X 0212:1990を含める場合もある）
- 97JISまたはJIS97：1997年に制定されたJIS X 0208:1997
- 2000JISまたはJIS2000：2000年に制定されたJIS X 0213:2000
- 2004JISまたはJIS2004：2004年に制定されたJIS X 0213:2004

JIS X 0208及びJIS X 0213の各年版ごとの収録文字数はそれぞれ以下の通りである。
| 制定年 | 第1水準漢字 | 第2水準漢字 | 第3水準漢字 | 第4水準漢字 | 非漢字  | 合計     |
| ------ | ----------- | ----------- | ----------- | ----------- | ------- | -------- |
| 1978年 | 2,965字     | 3,384字     | -           | -           | 453字   | 6,802字  |
| 1983年 | 2,965字     | 3,388字     | -           | -           | 524字   | 6,877字  |
| 1990年 | 2,965字     | 3,390字     | -           | -           | 524字   | 6,879字  |
| 1997年 | 2,965字     | 3,390字     | -           | -           | 524字   | 6,879字  |
| 2000年 | 2,965字     | 3,390字     | 1,249字     | 2,436字     | 1,183字 | 11,223字 |
| 2004年 | 2,965字     | 3,390字     | 1,259字     | 2,436字     | 1,183字 | 11,233字 |

## 異同について
制定年の違いにより同じ形状の文字が他のコード番号に割り振られるケースがあったが、検証によると158例に異同はJIS漢字案でのミスを訂正した結果の異同が22例、異体字を再配列したための異同が65例、印刷におけるフォントの差が51例、誤植など新たなミスを犯してしまったと思われる異同が18例、その他の異同が6例となっている。